# الفرع الأعلى

تعديل مصدري - تعديل

الفرع الأعلى هي إحدى قرى عزلة سرار بمديرية سرار التابعة لمحافظة أبين، بلغ تعداد سكانها 50 نسمة حسب تعداد اليمن لعام 2004.